# Happy Hour
Happy Hour – program informacyjno-rozrywkowy emitowany w TV4.

## Fabuła
Gospodarze programu, przedstawiają i komentują materiały dotyczące nie tylko życia gwiazd, ale również modnych miejsc, gadżetów i popularnych zjawisk. W każdym wydaniu gościć będą eksperci oraz znane osobowości, którzy podzielą się opiniami o prezentowanych newsach i doniesieniach. Reportaże tworzą mieszankę, przeplataną z materiałami satyrycznymi, graficznymi oraz zapowiedziami. Kulminacyjnym punktem programu będzie zapowiadany "hit dnia", główny materiał wydania.
Pierwsza seria trwała od października 2007 roku do połowy grudnia tego samego roku, od poniedziałku do piątku o godzinie 19:00. W piątki nadawano specjalne wydanie programu pt. "Wielkie Happy Hour", było to podsumowanie całego tygodnia. Druga seria była nadawana od stycznia do grudnia 2008 roku. Program prowadzili Małgorzata Kosik oraz Wojciech Jermakow.
Od 25 września 2011 o 14:55 program Happy Hour został wznowiony przez nowych autorów Jacka Kopecia oraz Artura Pietrasa. Nowymi prowadzącymi zostali Kuba Klawiter i Fabiola Samoborska.